# Carles II de Borbó
Per l'arquebisbe de Rouen homònim, veure "Carles II de Borbó (arquebisbe de Rouen)"
Carles II de Borbó (Moulins 1433 - Lió, 13 de setembre de 1488), fou un prelat francès que va ser arquebisbe de Lió (1444- 1488) i després duc de Borbó i Alvèrnia.

## Biografia
Era fill de Carles I de Borbó i d'Agnès de Borgonya. Canonge de Lió a partir del 1443, fou elegit per arquebisbe el 6 de juny de 1444 a l'edat d'11 anys, de resultes de la defunció d'Amadeu de Talaru així com la renúncia de Joan de Borbó. Fou confirmat en aquest càrrec el 14 de novembre de 1446 per Eugeni IV, després de la mort de Geoffroy de Vassili que el papa havia designat en principi el 1344 sense tenir en compte la Pragmàtica Sanció. Basant-se en la seva edat, l'arquebisbat fou administrat durant la seva minoria per Rollin, bisbe d'Autun, de 1446 a 1447, després per Du Gué, bisbe d'Orleans, de 1447 a 1449, i finalment per Joan III de Borbó, bisbe del Puy, de 1449 a 1466.
De 1472 a 1476, va exercir igualment el càrrec de legat del papa a Avinyó.
El 1476, va esdevenir administrador del Bisbat de Clarmont i va ser creat cardenal pel papa Sixt IV. A la mort del seu germà Joan II de Borbó (1488), al que havien premort els seus dos fills i que només deixava una filla natural, Isabel (morta el 1497), casada amb Gilbert de Chantelot, senyor de La Chaisea (Monétay-sur-Allier), va esdevenir duc de Borbó i duc d'Alvèrnia, així com comte de Clermont-en Beauvaisis i de Forès (a més d'algunes senyories). Tanmateix, va morir aquell mateix any a Lió i els títols nobiliaris van passar al seu germà Pere, que es convertiria en Pere II de Borbó.
Va manar construir la seva pròpia capella funerària a la catedral de Lió. Aquesta capella (dita "dels Borbons" o de sant Lluís) va ser realitzada entre 1486 i 1508 i és considerada una obra molt representativa del gòtic flamíger.

## Carles II de Borbó en la literatura
Carles II de Borbó és posat en escena per Victor Hugo a la seva novel·la Notre-Dame de París (cap. III, Monsieur le Cardinal). Evoca els títols i el parentiu de Carles II de Borbó en aquests termes: "Carles, cardenal de Borbó, arquebisbe i comte de Lió, primat de les Gàl·lies, estava alhora aliat a Lluís XI pel seu germà, Pere, senyor de Beaujeu, qui s'havia casat amb la filla gran del rei, i aliat a Carles el Temerari per la seva mare, Agnès de Borgonya."